# 철관음
철관음(중국어 간체자: 铁观音, 정체자: 鐵觀音, 병음: tiěguānyīn 톄관인[*])은 중국 푸젠성 안시현(安溪縣)에서 생산되는 우롱차의 한 품종이다. 푸젠 성에서 생산되는 대표적인 차는 백차인 백호은침과 청차인 안계 철관음이 있다. 안계 이외에도, 푸젠성의 안계현 주변 여러 곳에서 생산되어, 안계에서 집산을 해서 외부로 판매된다. 이렇게 집산되어 외부로 판매된 것도 안계 철관음이라고 한다. 다만, 안계현에서 재배된 것이 아닌 것은 푸젠 철관음이라고 하여 구분하기도 한다.

## 특징
청차로 분류되며, 약 40% 발효도의 반발효차이다. 차 잎은 철색, 우려낸 것은 금황색이다. 달콤한 과일 향과 함께 은은하고 부드러운 단맛이 난다. 봄 철관음과 가을 철관음이 있는데, 봄 철관음은 맛이 풍부하고 부드러운 특징이 있고 가을 철관음은 향이 화려하면서 오래 우러나오는 특징이 있다.

## 전설과 역사
차를 재배하는 착하고 어진 사람이 있었는데 하루는 꿈에 관세음보살이 나타나서 그대가 만들고 있는 그 차는 수많은 사람의 병을 고쳐주는 차이므로 위음(魏蔭)이라 이름지으라고 하는 꿈을 꾸었다. 그때부터 차의 이름을 위음차(魏蔭茶)라고 부르게 되었다.
철관음(鐵觀音)이라는 이름은 찻잎의 모양이 관음(觀音)과 같고 무겁기가 철(鐵)과 같다고 하여 청나라 건륭(乾隆)황제에 의해 하사된 이름이다.

## 인지도
중국 10대 명차 중 하나이며 중국인들의 많은 사랑을 받고 있다.

## 같이 보기
- 중국 10대 명차
- 우롱차
- 백호은침